# Elimia melanoides
Elimia melanoides là một loài ốc nước ngọt có mang và nắp, là động vật thân mềm chân bụng sống dưới nước thuộc họ Pleuroceridae. Nó là loài đặc hữu của Hoa Kỳ.